# Casse-croute
Casse-croute – rodzaj kanapki z białego chleba wypełnionego oliwkami, kaparami, sałatką warzywną i tuńczykiem. Specjalność kuchni tunezyjskiej.